# TV 1844 Idstein
Der TV Idstein (Turnverein 1844 Idstein j.P.) ist ein in Idstein ansässiger Sportverein, der Verein ist mit ca. 4300 Mitgliedern einer der größten Hessischen Sportvereine, der sich zusätzlich im REHA Sport intensiv engagiert.

## Tätigkeit
Der Gesamtverein führt 4321 Mitglieder, welche in 18 Abteilungen (unter anderem Handball, Volleyball, Fußball, Basketball, Leichtathletik, Turnen, Badminton, Tischtennis, Turnen, Akrobatik, Dance, Aikido, Männer- und Frauengymnastik, Leichtathletik, Wandern, Boxen, Fitness mit Kraftraum, Gesundheitssport und Rehasport) organisiert sind, und zählt zu den ältesten und mitgliederstärksten Sportvereinen in der Rhein-Main-Region. Den Sportlern stehen mit der Sporthalle der Stadt Idstein am Hexenturm, den Sporthallen der Limesschule auf dem Taubenberg, dem Freisportzentrum in der Zissenbach mit dem Glyn-Sportgelände, dem Turn- und Sportzentrum des TV Idstein mit der Erivan-Haub- und der Mike-Schillings-Halle, sowie kleineren Schulsporthallen umfangreiche, gut gepflegte Sportflächen zur Verfügung.
Die Handballmannschaften tragen ihre Pflichtspiele in der Regel in der Sporthalle am Hexenturm aus, während Badminton, Basket- und Volleyball in der Sporthalle der Limesschule stattfinden. Fußball und Leichtathletik sind auf dem Sportgelände in der Zissenbach aktiv.

## Geschichte
Nach einem gescheiterten Versuch einer Vereinsgründung im Jahre 1814 wurde am 23. Juni 1844 von neun Idsteiner Teilnehmern des 1. Feldbergfestes, einem Turnfest, nach ihrer Rückkehr die Turngemeinde Idstein gegründet. Am 20. August 1846, reichte der Vorstand der neugebildeten Turngemeinde – welche inzwischen 45 Mitglieder zählte – ein Gesuch zur Genehmigung ein, welchem am 6. Oktober 1846 stattgegeben wurde.
Nach der Teilnahme an Turnfesten in der Region wurde die Turngemeinde im Jahr 1862 Mitglied des neugegründeten Turngaus Nassau-Süd.
In Ermangelung einer Turnhalle wurde 1877 ein Hallenbaufond gegründet, um den Erwerb eines Baugrundstücks und die Errichtung einer Turnhalle voranzutreiben. Zum Erwerb eines Grundstücks wurde der Turngemeinde jedoch zunächst der Status einer juristischen Person erteilt. Dies erfolgte am 16. Mai 1892 einhergehend mit der Änderung des Vereinsnamens in Turnverein Idstein. Am 11. Juni 1893 wurde die Turnhalle eingeweiht.
Nachdem die französische Besatzungsmacht die Turnhalle infolge des Ersten Weltkriegs 1918 beschlagnahmte, konnte sie Ende 1926 von den Vereinsmitgliedern wieder in Betrieb genommen werden. 1932 wurde vom Vereinsvorstand noch abgelehnt, die Halle für eine Veranstaltung der NSDAP zur Verfügung zu stellen, diese Position konnte jedoch in den Folgejahren nicht mehr aufrechterhalten werden. Nach Kriegsende nahm die Handballabteilung als eine der ersten wieder den Spielbetrieb auf. Am 6. April 1947 fand die erste Mitgliederversammlung statt, am 27. August 1947 wird der Verein „wiedergegründet“. Am 20. Mai 1948 erhielt der Turnverein 1844 Idstein j.P. im Taunus seine Lizenz mit den Sportarten Turnen und Gymnastik, Handball, Korbball, Fußball, Schwimmen und Wandern.
In den folgenden Jahrzehnten prägten vor allem die Leichtathletik- und Turnabteilung mit Erfolgen bei Deutschen Turnfesten und Landesturnfesten die Außendarstellung des Vereins. 1967 wurde der Sportplatz am Zissenbach eingeweiht. 1978 wurde Wolfgang Heller zum 1. Vorsitzenden gewählt. Zudem wurde das Sportangebot über die Jahre stetig erweitert. Im Jahr 1983 wurde zum ersten Mal eine Fusion der beiden „großen“ Idsteiner Sportvereine, TSG 1879 und TV 1844 Idstein, in Betracht gezogen, um eine bessere Positionierung der Vereine und ihrer insgesamt rund 1800 Mitglieder gegenüber Landesverbänden und Landkreis zu erreichen. Die Idee wurde verworfen.
Zum 150. Vereinsjubiläum am 23. Juni 1994 fand die Grundsteinlegung der neuen Halle am Hexenturm statt, nachdem die alte TV-Turnhalle im Dezember des Vorjahres nach fast 100 Jahren abgerissen wurde.
In den Jahren nach der Jahrtausendwende kam die zwanzig Jahre zuvor verworfene Idee einer Fusion von TSG und TV zu einem neuen Großverein erneut auf. Mit dem Abschluss der Verhandlungen wurde die Verschmelzung von den Mitgliedern beider Vereine beschlossen. Die Abteilungen der TSG 1879 (insbesondere Fußball und Tischtennis) wurden dem TV 1844 Idstein angegliedert und die TSG Idstein formal aufgelöst.
2004 wurde die Sportstätten am Hexenturm an Stadt und Kris übergeben. Statt dieser wurde das ehemalige Idsteiner Hallenbad zur Erivan an Haub Halle umgebaut und schon wenige Jahre darauf um die Mike-Schillings-Halle erweitert. Ein umfangreiches Außengelände mit Boulepielplatz und Grillstation ergänzt die großzügige Anlage.

## Handballabteilung

### Geschichte
Die Handballabteilung des TV Idstein wurde 1922 gegründet. Nach Kriegsende wurde 1946 der Spielbetrieb mit je einer Damen-, Herren- und Jugendmannschaft wieder aufgenommen, 1952 stieg die erste Herrenmannschaft in die damals höchste hessische Spielklasse, die Landesklasse auf. Von 1955 bis 1975 war Heinrich Gerheim Vorsitzender der Abteilung. Nach seinem Tod übernahm Dieter Prokop den Vorsitz. 1976 war die Handballabteilung an ihrem Tiefpunkt angelangt, es folgte eine Neustrukturierung der Abteilung mit Ausbau der Damen- und Jugendabteilung. 1982 folgte Andreas Reuther als Abteilungsleiter auf Manfred Baum. Heute (2022) ist Frank Stübing Abteilungsleiter.

### Erfolge
1986 konnte die erste Herrenmannschaft nach Jahren in der Kreisklasse unter dem Spielertrainer Richard Boczkowski den Aufstieg in die Oberliga Hessen erreichen, der sie bis 2000 angehörte. Seit dem mit der Umstrukturierung der hessischen Handballspielklassen verbundenen Abstieg nach der Saison 1999/2000 spielt die Mannschaft in der Regel in der neugeschaffenen Landesliga Mitte des Hessischen Handballverbandes.
Die erste Damenmannschaft konnte 1996 ebenfalls den Aufstieg in die Oberliga Hessen feiern. Im Sommer 1999 wurde der Aufstieg in die Regionalliga Südwest erreicht. Nach dem Abstieg 2007 wurde ein Jahr später der direkte Wiederaufstieg geschafft. Ebenfalls 2007 erreichte die Mannschaft die zweite Hauptrunde des DHB-Pokals, in der sie gegen den HSG Siebengebirge/Thomasberg ausschied. 2010 stieg man wieder in die Oberliga ab, da man die Qualifikation zur neugegründeten 3. Liga verpasste. In der Saison 2018/19 spielte sie wieder in der Landesliga. Nach einem neuerlichen Abstieg gehört das Team nun zu den Spitzenmannschaften der Bezirksoberliga Wiesbaden/Frankfurt.
Eine umfassende Jugendarbeit stärkt den Unterbau und sorgt für Nachwuchs in den Leistungsmannschaften.
Zusätzlich unterstützt ein Förderverein das Handballgeschehen.